# Ayad Lamdassem
Ayad Lamdassem El Mouhcine (Sidi Ifni, 11 ottobre 1981) è un mezzofondista e maratoneta marocchino naturalizzato spagnolo.

## Biografia
Nato in Marocco nel 1981, ha ottenuto la cittadinanza spagnola il 14 giugno 2007. Nello stesso anno è diventato campione di Spagna di 10 000 m per la prima volta.
In 2008 ha debuttato come atleta internazionale spagnolo nei Giochi Olimpici di Pechino, dove ha terminato 24º nei 10 000 m. Due anni dopo è stato 4º nella stessa distanza del Campionato di Europa, celebrato nella città di Barcellona.
Il 6 di dicembre di 2020 ha battuto il record di Spagna di maratona con un marchio di 2h06:35, conseguita nella maratona di Valencia.
Nei Giochi Olimpici di Tokio 2020 è rimasto in quinta posizione nel ranking mondiale, con un tempo di 2:10:16, giocandosi il podio fino agli ultimi metri.

## Vita Privata
Ayad Lamdassem misura 1,72 m e pesa 52 kg. Risiede in Lleida e il suo allenatore è Alberto Cánovas.

## Record personali
- 3000 m: 7:45,55, 7 giugno 2005, Huelva
- 5000 m: 13:17,49, 20 giugno 2006, Huelva
- 10.000 m: 27:45,58, 12 luglio 2008, Vigo
- Mezza maratona: 1h01:21, 17 ottobre 2020, Gdynia
- Maratona: 2h06:35, 6 dicembre 2020, Valencia

## Palmarès
| Anno | Manifestazione          | Sede       | Evento         | Risultato | Prestazione | Note                                     |
| ---- | ----------------------- | ---------- | -------------- | --------- | ----------- | ---------------------------------------- |
| 2008 | Giochi olimpici         | Pechino    | 10000 m piani  | 24º       | 28'13"73    |                                          |
| 2009 | Mondiali                | Berlino    | 10000 m piani  | dnf       | dnf         |                                          |
| 2010 | Europei                 | Barcellona | 10000 m piani  | 4º        | 28'34"89    |                                          |
| 2012 | Europei                 | Helsinki   | 10000 m piani  | 6º        | 28'26"46    |                                          |
| 2012 | Giochi olimpici         | Londra     | 10000 m piani  | 23º       | 28'49"85    |                                          |
| 2013 | Mondiali                | Mosca      | Maratona       | dnf       | dnf         |                                          |
| 2016 | Europei                 | Amsterdam  | Mezza maratona | 12º       | 1h04'13"    |                                          |
| 2017 | Mondiali                | Londra     | Maratona       | dnf       | dnf         |                                          |
| 2018 | Giochi del Mediterraneo | Tarragona  | Mezza maratona | dnf       | dnf         |                                          |
| 2021 | Giochi olimpici         | Tokyo      | Maratona       | 5º        | 2h10'16"    | Miglior prestazione personale stagionale |
| 2022 | Europei                 | Monaco     | Maratona       | 6º        | 2h10'52"    |                                          |
| 2023 | Mondiali                | Budapest   | Maratona       | 22º       | 2h12'59"    |                                          |

## Campionati nazionali
2006
- 8º ai campionati spagnoli, 5000 m piani - 13'48"61

2007
- Oro ai campionati spagnoli, 10000 m piani - 27'56"60

2008
- Bronzo ai campionati spagnoli, 10000 m piani - 27'45"58

2009
- Argento ai campionati spagnoli, 10000 m piani - 27'52"04

2010
- Oro ai campionati spagnoli, 10000 m piani - 28'03"18

2013
- Oro ai campionati spagnoli di mezza maratona - 1h03'55"

2014
- Oro ai campionati spagnoli di mezza maratona - 1h02'57"

2020
- 4º ai campionati spagnoli di mezza maratona - 1h03'41"

2024
- Argento ai campionati spagnoli di maratona - 2h09'43"

## Altre competizioni internazionali
2004
- Bronzo alla San Silvestre Vallecana ( Madrid) - 28'26"

2005
- 12º al Memorial Van Damme ( Bruxelles), 10000 m piani - 27'59"39

2006
- 11º al Memorial Van Damme ( Bruxelles), 10000 m piani - 27'46"67

2010
- Argento alla San Silvestre Vallecana ( Madrid) - 28'36"

2011
- Bronzo alla San Silvestre Vallecana ( Madrid) - 28'10"

2012
- Argento alla Great South Run ( Portsmouth), 10 miglia - 46'44"
- Argento alla San Silvestre Vallecana ( Madrid) - 28'45"

2013
- 9º alla Maratona di Londra ( Londra) - 2h09'50"
- 8º alla Maratona di Fukuoka ( Fukuoka) - 2h12'31"
- Argento alla San Silvestre Vallecana ( Madrid) - 29'06"

2016
- 6º alla San Silvestre Vallecana ( Madrid) - 28'34"

2017
- 11º alla Maratona di Londra ( Londra) - 2h12'30"
- 8º alla San Silvestre Vallecana ( Madrid) - 28'56"

2019
- 21º alla Maratona di Valencia ( Valencia) - 2h10'52"
- 23º alla Mezza maratona di Valencia ( Madrid) - 1h01'58"
- 17º alla San Silvestre Vallecana ( Madrid) - 29'26"

2020
- 12º alla Maratona di Valencia ( Valencia) - 2h06'35"
- 13º alla San Silvestre Vallecana ( Madrid) - 29'14"

2021
- 5º alla San Silvestre Vallecana ( Madrid) - 28'19"

2022
- 6º alla Maratona di Siviglia ( Siviglia) - 2h06'25"

2024
- 40º alla Maratona di Siviglia ( Siviglia) - 2h09'43"